# DD Monocerotis
DD Monocerotis (DD Mon) es una estrella binaria en la constelación de Monoceros, el unicornio.
Su distancia respecto al sistema solar es incierta —Hipparcos no midió su paralaje—, pero, en función de su luminosidad, se puede estimar en unos 1250 años luz.
DD Monocerotis es una binaria cercana «semidesprendida» que no llega ser una binaria de contacto.
Tiene tipo espectral G0V y la relación de masas entre las componentes, q, es igual a 0,67.
La estrella primaria tiene una temperatura efectiva de 6250 ± 157 K y es 3,7 veces más luminosa que el Sol.
Su radio equivale a 1,65 radios solares y su masa es casi un 30 % mayor que la del Sol.
La estrella secundaria tiene una temperatura de 5162 ± 109 K y su luminosidad es un 5 % inferior a la luminosidad solar.
Tiene un radio un 22 % más grande que el del Sol y una masa de 0,87 masas solares.
La separación entre ambas estrellas es de sólo 0,017 UA.
DD Monocerotis fue reconocida como estrella variable por Cuno Hoffmeister en 1934.
Es una binaria eclipsante cuyo brillo fluctúa entre magnitud aparente +11,10 y +11,80 a lo largo de su período orbital de 0,568 días.
El plano orbital está inclinado 89° respecto al plano del cielo.
Se ha observado que, a largo plazo, el período orbital de esta binaria aumenta a razón de 1,40 × 10-7 días por año; este incremento se explica por la transferencia de masa de la estrella menos masiva a la más masiva.
Además, superpuesta al período principal, se ha detectado una oscilación de pequeña amplitud (0,0039 magnitudes) con un período de 18,8 años.
Un tercer objeto en el sistema, una compañera estelar de muy baja masa, puede ser responsable de esta variación.